# Brzozowa Gać
Brzozowa Gać – wieś w Polsce położona w województwie lubelskim, w powiecie puławskim, w gminie Kurów. Przez miejscowość przepływa rzeka Kurówka. Brzozowa Gać  jest wytypowana do włączenia do Kurowa jako dzielnica.
W latach 1975–1998 miejscowość administracyjnie należała do ówczesnego województwa lubelskiego.
Wieś stanowi sołectwo gminy Kurów. Według Narodowego Spisu Powszechnego z roku 2011 wieś liczyła 544 mieszkańców.
Wierni Kościoła rzymskokatolickiego należą do parafii Narodzenia Najświętszej Maryi Panny i św. Michała Archanioła w Kurowie.

## Historia
Brzozowa Gać – osada wczesnośredniowieczna z X-XIII wieku, w dokumentach występuje od 1380 roku.
Powiat lubelski; parafia Klementowice, następnie Kurów.
Wieś szlachecka położona była w drugiej połowie XVI wieku w powiecie lubelskim województwa lubelskiego. Własność szlachecka rodziny Zbąskich, następnie Potockich.
Dziesięcina należy do klasztoru świętokrzyskiego i bpa krakowskiego od 1712 r. w części należy do plebana z  Kurowa.

## Kalendarium wydarzeń i własności wsi od XV do XIX wieku
Własność szlachecka w roku 1380 – Bochotnica zamek.
- 1408 Mikołaj z Kurowa arcybiskup gnieźnieński odstępuje Janowi [z Łąkoszyna] kasztelanowi łęczyckiemu 2 kmieci w Brzozowej Gaci[13]
- 1442 – sąd polubowny postanawia, że dziesięciną z 3 łanów starych w Brzozowej Gaci powinna należeć do klasztoru świętokrzyskiego, a z pozostałych łanów do biskupa krakowskiego[14];
- 1470–80 – z części łanów kmiecych dziesięciną snopową i konopną wartości do 8 grzywien dowożą biskupowi krakowskiemu, z 2 lub 4 łanów kmiecych dowożą ją klasztoru świętokrzyskiego (Długosz L.B.. II 571; III 254).
- 1529 – dziesięcina snopową wartości 4 grzywien należy do stołu konwentu świętokrzyskiego[15]
- 1551 – dziedzic Stanisław Zbąski kasztelan lubelski bezprawnie zabiera należące do klasztoru świętokrzyskiego dziesięciną z wsi Brzozowa Gać, Klementowice i  Płonki, chcąc nimi uposażyć plebana Klementowic[16];
- 1554 – pleban Klementowic skarżony przez klasztoru świętokrzyskiego, oświadcza przed oficjałem lubelski, że nie przyjął dziesięciny z wyżej wymienionej wsi.
- 1610 – klasztor skarży Abrama Zbąskiego z Kurowa o przywłaszczanie sobie dziesięciną z  wsi od 10 lat
- 1621 – Abram Zbąski zobowiązuje się płacić klasztorowi za dziesięciną z tych wsi corocznie na św. Michała [29 IX] 20 grz. za pokwitowaniem przeora, pod karą 20 grzywien.
- 1635 – Jan Zbąski ze Zbąszynia płaci klasztorowi za dziesięciną z ww. wsi 40 grzywien rocznie
- 1652 – Zbąska z Konar Borkowska płaci konwentowi świętokrzyskiemu, za dziesięciną ze wsi Brzozowa Gać, Klementowice i Płonki 64 zł[11];
- 1671 – Bogusław Jan Zbąski chorąży lubelski i jego żona Konstancja z Babina Zbąska wydzierżawili dożywotnio od klasztoru dziesięcinę z ww. wsi za 70 zł rocznie[16];
- 1685 – klasztor pozywa przed sąd oficjała lubelski Anną Konstancję Zbąska z Babina, wd. po Janie Bogusławie Zbąskim pkom. lubelski, o niepłacenie od 10 lat wyżej wwymienionej sumy[11].
- 1712 – początek procesu, toczonego przez klasztor o dziesięciną z Brzozowej Gaci i Płonek zagarnięte przez plebana z  Kurowa oraz dziesięciną z Klementowic zagarnięte przez plebana Klementowic, przed sądami duchownymi w Kielcach i Krakowie (ib. 296).
- 1719 – Szymon Woliński, pleban Klementowic, odwołuje się do nuncjatury, a kolejni nuncjusze rozpatrują sprawę w Lublinie.
- 1725 – 1741 – poprzez delegatów papieskich spór ten  rozstrzygnięty jest na korzyść klasztoru świętokrzyskiego.
- 1741 – Maria z Kątskich i jej mąż Eustachy Potocki, starosta tłumacki i dubieński. uznali wyrok nuncjusza, wypłacili klasztorowi odszkodowanie oraz zgodzili się, aby zakonnicy pobierali z ww. wsi dziesięciną snopową
- 1816 – pod naciskiem ministra Stanisława Potockiego klasztor rezygnuje na rzecz Wincentego Pieńkowskiego, plebana z  Kurowa, z dziesięciną z 8 ról w Brzozowej Gaci, które przy nowym pomiarze zostały zamienione na wspólne pastwisko m. Kurowa.
- 1819 – dziesięcina z Brzozowej Gaci i Płonek należą do stołu konwentu, gromada kupuje je za 120 zł.[11].

## Urodzeni w Brzozowej Gaci
W Brzozowej Gaci urodzili się: Stanisław Pękala – poseł na Sejm Ustawodawczy oraz Henryk Pękala – grafik.